# Franz Amling

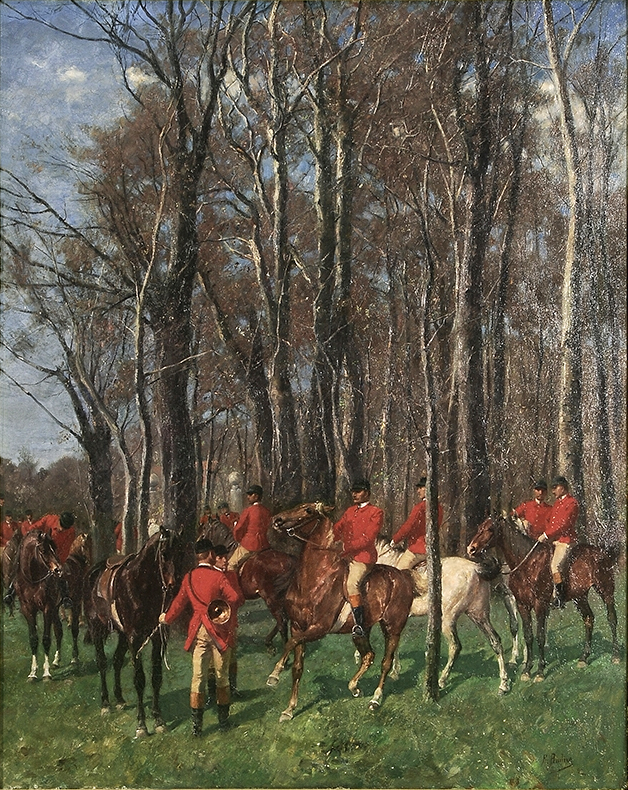
Jagdgesellschaft am Rande einer Lichtung

Franz Amling, eigentlich Franz Josef Ferdinand Zink genannt Amling (* 14. Januar 1853 in Trier; † 28. August 1894 in Schleißheim) war ein deutscher Landschafts-, Schlachten- und Jagdmaler sowie Zeichner und Illustrator.
Franz Amling war als Sohn des Advokaten Adam Viktor August Zink genannt Amling und dessen Frau Angela, geborene Frey geboren. Er kämpfte als Freiwilliger im Deutsch-französischen Krieg 1870/1871. Er arbeitete zunächst als Bauzeichner.
Franz Amling studierte an der Kunstschule des Städelschen Kunstinstituts in Frankfurt am Main bei Heinrich Hasselhorst, danach seit dem 8. Januar 1885 an der Königlichen Akademie der Künste in München in der Malschule von Ludwig von Löfftz. Gegen Ende seiner Studienzeit gewann er bei einer Lotterie 20.000 Mark, was ihm ein sorgenfreies Leben sicherte. Er heiratete Juliana geborene Pasbach.
Nach dem Studium war er in München als freischaffender Landschafts-, Schlachten- und Jagdmaler tätig. Im Herbst 1888 verließ er München, siedelte sich in Schleißheim an und errichtete dort sein Atelier. Er wurde Vorkämpfer der Freilichtmalerei. Er war mit Josef Huber-Feldkirch befreundet.
Franz Amling starb im Alter von 41 Jahren. Er hinterließ eine Tochter und einen Sohn. Zu seinen Schülern gehörte u. a. Johann Daniel Holz.